# Списък с главни герои от Хана Монтана
Списъкът с главни герои на Хана Монтана включва фикционални герои от предаването на Дисни Ченъл Хана Монтана, в чиито роли влиза основния актьорски състав. Героите са записани в реда на появяването си.

## Майли Стюърт
Майли Рей Стюърт (Майли Сайръс) е главната героиня на Хана Монтана. Майли води двоен живот, като през част от деня си е ученичка, а през останалата е в алтер егото си – Хана Монтана. С напредването на предаването, Майли разкрива тайната си пред някои от приятелите и близките си, а накрая и пред света – в епизода „Винаги ще те помня“.

## Роби Стюърт
Роби Рей Стюърт (Били Рей Сайръс) е овдовелия баща на Майли и Джаксън. Освен това е и мениджър на Хана Монтана, както и бивш кънтри изпълнител.

## Джаксън Стюърт
Джаксън Род Стюърт (Джейсън Ърлс) е по-големия брат на Майли Стюърт и син на Роби Стюърт. През сезоните на сериала той е тийнейджър и е познат със своите детински, мързеливи и гнусни навици. Джаксън е главен герой в Хана Монтана. В епизода „Може би е той“ той не участва пряко в историята, но се появява като всезнаещ разказвач, въпреки че дори и в тази роля той се държи като героя си. Има централна роля в Хана Монтана: Филмът. Въпреки че Джаксън е тийнейджър, Джейсън Ърлс започва снимките на 26 години, а в края им е на около 33.

### История
Като останалите членове на семейството му Джаксън е от Тенеси. Премества се в Малибу, Калифорния с баща си и сестра си след смъртта на майка си. В епизода „Лошо изпята песен“ той подмята, че друга причина за преместването е унизителен инцидент с гадже от Тенеси. По време на първите му дни като ученик в калифорнийско училище много хора му се подиграват заради акцента, каубойската шапка, ботушите и широката катарама с блестящи светлинки.

### Характер и личност
Джаксън е широко скроен, небрежен и често мързелив, както и сравнително глуповат. Той е гимназист със среден успех, а в третия сезон среща големи трудности, когато се опитва да се запише в университет. Оставя стаята си в пълен безпорядък и е известен с това колко мръсно живее. Често ходи бос или само с джапанки, а в епизода „Училищен побойник“ става ясно, че има много гъдел по краката. Има малко приятели, като само двама са показани в сериала – Куупър и Тор.
Джаксън постоянно търси начини да събере повече пари, най-често с цел да впечатли момичета. Често моли баща си да му увеличи джобните. В епизода „Затънал в дългове да бъде“ Джаксън си спомня как е продал използвани от Хана кърпички за 37.95 долара, а в „Сърцето ме боли за Джейк“ отваря щанд за пастърма заедно с Оливър и Рико. Освен това държи рекорда за най-дълго скачане на пого-пръчка, което му носи 5000 долара. След като не успява да влезе в университет при първия си опит, Джаксън разкрива плановете си за бъдещето, които включват наследство от Роби и написване на биографична книга за Хана, в която говори за всичките и тайни. Когато обаче получава видение за бъдеще, в което е старец и все още работи за Рико, той се амбицира да влезе в колеж.
В епизода „Майли вземи си дъвката“ Джаксън успява да спести достатъчно пари, за да си купи кола, и е горд със себе си докато приятелят му Куупър не му казва, че колата му е „женска“. Роби се опитва да я подобри като и добавя шумна стереоуредба и клаксон, но Джаксън не се успокоява докато не я боядисва синя.
Джаксън играе във волейболния отбор на гимназията си. Обича да играе баскетбол, докато не научава, че Роби го оставя да победи, за да го направи щастлива. За сметка на това обаче Джаксън се научава да играе тенис на маса достатъчно добре, че да го победи. Почитател е на отборите Лос Анджелис Лейкърс и Лос Анджелис Доджърс. Обича и да играе видеоигри, но игралната му конзола е оригинално Нинтендо от 1980 г.
За разлика от Майли и Роби, Джаксън няма никаква музикална дарба. Дори майка му казва, че звучи като „глух морж“. В епизода „Аз съм Хана, чуй как грача“ Хана сънува кошмар, в който брат и е рок звездата Бъки Кентъ̀ки. Изглежда, че единственият по-сериозен талант на Джаксън е в актьорството. В „Затънал в дългове да бъде“ се преструва на възрастна жена в старчески дом, в „Създаваш лоша репутация на обяда“ е дебеличък инспектор по хигиената, а в „Чук, чук, чук по главата на Джаксън“ успешно убеждава всички, че страда от амнезия. Може да имитира Арнолд Шварценегер, Ози Озбърн, Елвис Пресли и дон Вито Корлеоне и често прави същото с баща си и сестра си. Вероятно в резултат от актьорските му способности Джаксън е много добър в увъртането и уклончивите отговори.
В четвъртия сезон на сериала Джаксън постъпва в университет и често се хвали с това.

### Отношения с Майли
Майли и Джаксън постоянно се карат и се състезават за одобрението на Роби. Майли смята навиците на Джаксън за гнусни и отвратителни, а Джаксън мисли, че понякога тя е твърде самонадеяна. Въпреки постоянните им дразнения и двамата показват обичта си един към друг на по-дълбоко ниво. Дори се е случвало Джаксън да положи големи усилия, за да помогне на Майли, когато тя е загазила.
Въпреки че е първородното дете и по тази логика би трябвало да е изправен пред по-големи очаквания от Роби, Джаксън живее в сянката на Майли. За разлика от Роби, Лили и Оливър Джаксън рядко присъства на концертите на Хана, дори и дегизиран. Отначало това е така, защото използва връзките си с Хана Монтана, за да впечатли момичета. По-късно, в епизода „Джаксън ми е гадже и това е беда“, папарак проследява Хана и Джаксън до къщата им, снима ги заедно и провъзгласява, че двамата са заедно. След този инцидент Джаксън заявява публично, че обича Хана „като сестра“. В „Ние сме семейство – а сега ми донеси вода!“ работи като асистент на Хана, а понякога е и неин шофьор.
Често когато изпълнява ролята на шофьор на Хана, на Джаксън му се налага да пропусне важни за него неща. В епизода „Надигането на лошия лос“ той споделя, че няма нищо против да кара Майли, стига тя да показва благодарност. След като Майли взима шофьорска книжка в третия сезон това спира да представлява проблем. Джаксън често изиграва различни шеги на Майли, но заявява, че никога не би пренесъл това в света на Хана.

### Любов
В първите три сезона любовният живот на Джаксън е обезсърчаващ. Най-дългата му връзка обаче е тази с настоящата му приятелка, Сиена (Тамин Сърсък), развила се в четвъртия сезон на сериала.
- В „Лили, искаш ли да ти кажа една тайна?“ Джаксън води момиче на концерт на Хана Монтана, използвайки връзките си със суперзвездата, за да впечатли момичето, и дава руло тоалетна хартия на Хана като сувенир.
- В „Партито си е мое и ще лъжа, ако си искам“ Джаксън се опитва да свали Нина, една ужасно некомпетентна фризьорка. По-късно научава, че тя е част от злия план на Рико.
- В „Не мога да те накарам да харесваш Хана“ той излиза с Оливия, сестрата на приятеля му Куупър, която е доста предизвикателна и неискрена. Тя обърква Джаксън със смесените си сигнали и кара Куупър да му се разсърди.
- В „Започвай да учиш-учиш-учиш“ Джаксън помага на Беки (Тифани Тортън) с ученето, но открива, че е доста празноглава. Тор я нарича „Безмозъчната Беки“, а Джаксън я прекръства на „Безмозъчната Прекрасна Беки“. Тор я обърква с други две момичета на име Беки – „Кривозъбата Беки“ и „Беки с лошия дъх“. Беки е уникална сред любовните увлечения на Джаксън с това, че му дава втори шанс в „Още една моя страна“.
- В „Приеми работата и я заобичай“ Джаксън се опитва да свали момиче на име Джули като и казва, че е професионален състезател по мотокрос.
- В „Толкова си самовлюбена, че сигурно си мисляш, че тази пъпка е заради теб“ Джаксън излиза на среща с Мелиса. Тя нарича изживяването най-лошата среща в живота си след като горивото на колата свършва и той я кара да излезе и да бута.
- В „Сърцето ме боли за Джейк, Първа част“ Джаксън флиртува с Наташа преди да разбере, че тя е подставено лице на Рико.
- В „Трябва да не се бориш за правото си на купон“ Джаксън се опитва да излезе с момиче на има Сиена Грейс на концерт, но Роби го наказва.
- В „Зле изпята песен“ Джаксън неволно се обвързва с позната на Майли Сара (Морган Йорк). Сара разбира думите на Джаксън погрешно, когато той и казва, че Рико се интересува от нея. Джаксън не може да намери начин да скъса с нея и накрая тя си тръгва с думите „Явно е, че не си готов за мен емоционално...затова ще почакам.“ Сара му се подиграва в епизода „Бих ли излъгала Лили?“ и дори му проваля срещата.
- Във „Всички пееха за най-добрите си приятели“ Джаксън си урежда среща със Стефани. Точно преди да излязат, Стефани вижда Джаксън да се държи зле с момче, за което мисли, че е част от поредния план на Рико. Стефани разваля срещата.
- В „Скован (Оливър е добре)“ Джаксън излиза с Алисън, момичето, което му помага с ученето. Помощта и, изглежда, има ефект, защото оценките на Джаксън се повишават, противно на очакванията на Роби Рей. Когато Алисън се отегчава от Джаксън, Роби Рей се опитва да ги събере отново. В епизода „Джейк...Поредното парче то сърцето ми“ двамата започват да излизат за втори път, но Алисън твърди, че не помни първия. Подновяването на връзката им обаче е опорочено от пристигането на децата от организирания от Рико лагер. По-късно Алисън признава, че е била впечатлена от начина, по който Джаксън се отнася с децата, но си тръгва от къщата, когато той киха в лицето ѝ.

- В „Не е секси, а брат ми!“ Майли сънува как Лили почти целува Джаксън. Когато се събужда и ѝ разказва съня си, Лили признава, че наистина харесва брат ѝ. Моли Майли да говори с него и той казва, че също харесва Лили. Майли обаче не иска двамата да са заедно и затова ги лъже. В шоуто на Мак и Мики осъзнава, че е било грешка да ги разделя по този начин, и затова им казва истината. Лили и Джаксън се събират, но Майли се събужда и осъзнава, че всичко е било сън.

## Лили Тръскот
Лилиан Тръскот – Лили (Емили Озмънт) е най-добрата приятелка на Майли Стюърт и гадже на Оливър Оукен през третия и четвъртия сезон. Освен това е и приятелка на Хана Монтана и част от екипа и под псевдонима Лола Луфтнагъл. Лили/Лола харесва Орландо Блум страшно много и в епизода „Изпита за любовта ми“ казва на Майли, че когато най-накрая го срещне, ще стане „Лили Блум“. Има централна роля в Хана Монтана: Филмът.

### Развитие
Отначало името на героинята е Лили Ромеро, но по-късно е променено на Тръскот. Майли Сайръс се явява на кастинг за ролята, но след като я избират за ролята на Майли Стюърт, Емили Озмънт става основен кандидат.

### История
Лили е родена и израснала в Калифорния и двамата с Оливър са приятели от деца. Запознават се в детската градина и оттогава са най-добри приятели. В епизода „Съди ме полека“ казва, че го разпознала като пълен мързеливко от първия момент, в който го видяла. Родителите на Лили са разведени. До един момент в сериала тя живее с майка си, Хедър Тръскот, в Малибу. Хедър се появява в епизода „Майката на Лили си я бива“, в който излиза с бащата на Майли. Бащата на Лили е счетоводител. В епизода „Майли вземи си дъвката“ Лили говори за хамстера на брат си. На няколко пъти споменава брат си, но в трети сезон постоянно отрича съществуването му. В епизода от сезон три „Колелото до леглото ми (не спира да се върти)“ тя се нанася в къщата на семейство Стюърт, защото майка и получава работа в Атланта. Когато чува, че на Майли това не и допада, тя се изнася и отива да живее с баща си, Кенет (Джон Крайър), но там е още по-лошо. Когато с Майли се сдобряват, Лили се нанася обратно при тях.
Лили и Майли са най-добри приятелки от шести клас. Лили научава за Хана в първия епизод на сериала, когато се промъква в съблекалнята на Хана след концерт и вижда на ръката и късметлийската гривна, която дава на Майли по-рано в епизода. Въпреки че излиза с Оливър (в сезони 3 и 4), тя се заглежда и по други момчета, понякога карайки Оливър да се ядосва или да иска да се изтъква. Като цяло иначе Лили е вярна на Оливър.

### Характер и личност
Лили е огромен фен на Хана Монтана още от времето, преди да научи, че Майли е Хана. Тя е невероятно общителна, непохватна, атлетична, импулсивна и се развълнува изключително лесно. Обожава да сърфира, да кара скейтборд, да играе хокей, както и да бъде мажоретка. Винаги, когато и се случи нещо вълнуващо, прави цигански колела, като например в епизода „Гаджето на най-добрата ми приятелка“, когато момче я пита дали ще му стане приятелка. Ходи на уроци по пиано.
Приятелството между Майли и Лили е особено силно. Двете често влизат в спорове и караници, но винаги успяват да възстановят добрите си отношения, подсилвайки приятелството си. Епизоди, в които връзката между Лили и Майли е основен сюжетен елемент, са „Лили, искаш ли да ти кажа една тайна?“, „Бих ли те излъгала, Лили?“, „Толкова си себична, че сигурно си мислиш, че тази пъпка е заради теб“ и „Белезниците сближават“. Въпреки че Майли прави грешки, винаги успява да намери начин да помогне на Лили.
Лили няма никакъв усет към музиката, това е обяснено в „Зле изпята песен“. Без да казва на Лили, Майли променя версията и на песента One in A Million, за да звучи по-добре. Вярвайки, че е страхотна певица, Лили предизвиква съученичката си Амбър Адисън на музикален дуел пред целия клас. Освен в пеенето, Лили не е никак добра и в имитациите си на Майли. Това е показано в епизодите „Трябва да се бориш за правото си на купон“, където имитира Майли в разговор с Роби по ужасен и неубедителен начин, и в „Майли нарани чувствата на радио звездата“, в който замества Майли, която закъснява за интервюто си с Оливър по радиото.
Въпреки че си пада мъжкарана, Лили може да бъде и много загрижена за външния си вид. Отказва да участва в състезание по скейтборд, когато кучето и изяжда контактните лещи и се налага да носи очила с рогови рамки, без които е като сляпа.
В епизода „Трябва да напуснеш тази работа“ споменава, че би искала да е учителка.

### Лола Луфтнагъл
За да помогне на Майли в запазването на тайната и, Лили присъства на концертите на Хана, преоблечена като приятелката и асистентка на Хана Лола Луфтнагъл. Първоначалната идея на Лили за името на алтер егото и, зародила се в епизода „Майли вземи си дъвката“, е Лола ЛаФонда, но в „Партито си е мое и ще лъжа ако си искам“ се спира на Лола Луфтнагъл. Твърди, че Лола е дъщеря на нефтения барон Рудолф Луфтнагъл и сестра на известните обществени личности Бъни и Кики Луфтнагъл. Друго алтер его на Лили е Лола ЛаБамба, която носи тюркоазена перука.
За разлика от Лили, която носи суитчъри и якета, кецове, сандали и широки панталони, Лола се облича с тесни дрехи в ярки цветове, носи и много бижута от рода на пръстени, огърлици, огромни обици и диадеми. В интервю Емили Озмънт споменава, че някои от панталоните на Лола са толкова тесни, че правят седенето невъзможно. Лола носи къса перука в ярки цветове, която в сезон три и леко удължена. Цветовете варират от червени до лилави, зелени или сини, а Озмънт казва, че е сменила около 80 перуки за Лола и че любими са и лилавите и белите. В епизода „Може би е той“ е споменато, че Лола не излиза с Майк, алтер егото на Оливър, а с Джъстин Тимбърлейк. В интервю Емили Озмънт заявява, че като човек повече прилича на Лола, отколкото на Лили, и че обожава дрехите, които тя носи. Лола не се появява в Хана Монтана: Филмът.

## Оливър Оукън
Оливър Оскар Оукън (Мичъл Мусо) е най-добрият приятел на Майли Стюърт и Лили Тръскот. В трети сезон апочва да излиза с Лили. На концерти на Хана Монтана се подвизава под псевдонима Майк Стандли Трети, за да запази тайната на Майли.

### История
Оливър е роден на 3 юли 1992 г. и израства в Калифорния. С Лили са приятели от деца, а в шести клас се запознава с Майли и става най-добрият и приятел. Малко преди да се запознаят той разпространява слуха, че Майли яде опосуми. Живее с майка си, Нанси Оукън, която работи като полицай, прекалено загрижения си баща и по-малкия си брат. Има диабет от тип 1. В няколко епизода се споменава, че семейство Оукън са евреи.
В първите два епизода на сериала Оливър е луд фен на Хана Монтана, за която казва: „Хана Монтана е богиня! Боготворя я в краката и!“. Често я преследва и дори казва, че иска да се ожени за нея. Майли разкрива тайната си пред него във втория епизод. От този момент нататък Оливър не изпитва романтични чувства към Майли и е освободен от манията си по Хана Монтана.
Оливър се появява за кратко в Хана Монтана: Филмът по време на партито по случай рождения ден на Лили и по-късно между танцьорите на песента „Hoedown Throwdown“. Той и Рико са единствените главни герои от сериала, които имат малки роли във филма. Причината за отсъствието на Оливър е, че по време на снимките на филма, Мичъл Мусо е зает с музикалната си кариера.

### Характер и личност
Оливър е много общителен, дружелюбен, забавен и понякога твърде самоуверен. Освен няколкото пъти, в които е тормозен, Оливър е популярен и харесван от всички. По принцип стои настрана от продължителната свада на Лили и Майли с Амбър и Ашли, както и от конфликта на Джаксън и Рико. В училище си печели прякора „Човекът на шкафчетата“, заради способността си да отваря заяли шкафчета безпроблемно. Често участва на училищни събирания като диджей, а знаменитата му реплика, която често дразни Майли, е „Фрики фрики фреш“.
Оливър харесва много от спортовете, които и Лили харесва, като например хокей, сърф и скейтборд. Обича да рапира и е почитател на Колдплей. В епизодите „Трябва да напуснеш тази работа“ и „Съди ме полека“ се проявява като много добър певец, въпреки че в края на „Зле изпята песен“ пее изключително зле. В началото на сериала изпитва страх от дъвки, от това да се показва пред хора и да не изгуби единственият косъм на гърдите си. В епизода „Скован (Оливър е добре)“ (по-рано „Без захар, захарче“) се разбира, че Оливър е диабетик.
Оливър е свързан с женствената си страна, най-вече заради приятелството си с Лили и Майли. Чете „женските списания“ на майка си, гледа сапунени сериали с баба си, а в епизода „Белезниците ще ни сплотяват“ позволява на Майли да му направи маникюр. В един от епизодите Оливър се оплаква от тези си черти, като казва: „Имам нужда от повече приятели момчета.“ Въпреки това той често показва колко добър и верен приятел е и Лили и Майли и ценят приятелството му. За Майли Оливър казва, че е най-близката му приятелка заедно с Лили.
Музикалната кариера на Оливър потръгва в „Съди ме полека“, когато участва в състезанието „Топ таланта на Америка“ и стига до полуфиналите. В „Майли се сбогува (част 2)“ получава предложение да отиде на турне като подгряващ на известна група за шест месеца. Той приема и заради това в четвърти сезон ролята му е допълнителна, а не главна. По същото време Мичъл Мусо работи над музикалната си кариера и се снима в Крале по неволя.

### Майк Стендли Трети
В епизода „Всеки се караше с най-добрия си приятел“ Оливър измисля алтер егото си Майк Стендли Трети, за да запази тайната на Майли, така както Лили измисля Лола. Единствената му идея за дрехи е костюм на вампир, затова Лили му помага да съчетае облекло от изкуствена брадичка, пилотски слънчеви очила, обърната козирка, суичър с цип и широки синьо-бели шорти. Името му е вдъхновено от близкостояща стойка за микрофони (на английски: mic stand). Майк не излиза с Лола, както е разкрито в епизода „Може би е той“.

### Значими епизоди
Някои от епизодите, които се отнасят конкретно към развитието на Оливър са „Майли, вземи си дъвката“, „Всеки се караше с най-добрия си приятел“, „Скован (Оливър е добре)“ (поначало наречен „Без захар, захарче“), „Съди ме полека“ и „Трябва да напусенш тази работа“. Докато все още е част от редовните роли отсъства от дванадесет епизода, а в четвъртия сезон се появява в два.

## Рико Суаве
Рико Суаве (Мойсес Ариас) е младия мениджър на заведението „сърв бара на Рико“, намиращо се на плажа в близост до къщата на семейство Стюърт. Най-често са показвани отношенията му с Джаксън, който работи в заведението, а от втория сезон ходи на училище с Майли, Лили и Оливър. Рико е главния антагонист на сериала.
Рико се появява за пръв път в епизода „Партито си е мое и ще лъжа, ако си искам“, петия епизод на сериала. В първия сезон има общо пет появи като допълнителна роля. Поради популярността на героя, ролята става главна и Рико има общо 58 появи в целия сериал. Участва за малко и в Хана Монтана: Филмът, където изскача от тортата на рождения ден на Лили. Рико не знае тайната на Майли, но в епизода „Може би е той“ изпълнява ролята на всезнаещ разказвач, който не участва в историята на епизода. В „Сядай да учиш-учиш-учиш“ той почти разкрива тайната на Майли, когато забелязва прилика в гласа на Майли, която пее песента „Танца на костите“, и този на Хана Монтана. Когато Майли разкрива тайната си по телевизията, Рико е шокиран и ужасен, че не е успял да види очевидното, и дълго време не разговаря с никого.

### История
Рико произхожда от много богато латиноамериканско семейство. Родителите му са милиардери и са споменавани често, но никога не биват показвани. Има сестра, брат на име Матео (Матео Ариас), братовчедка на име Тереза и братовчед от смесен австралийско-мексикански произход с прякора Ангъс, чието истинско име е Алехандро Нуньес Гонзалес Уберто Сифуентес (изигран от Мойсес Ариас).

### Характер и личност
Рико е манипулиращ, арогантен, разглезен и дори зъл, както го описват някои от героите на сериала. Егоцентричността му е причината постоянно да търси начини да увеличи доходите си, дори и за сметка на тези около него (вижда всеки като конкурент и завижда невероятно много, когато някой спечели някакви пари). Любимите му фрази са „Хей-Оу!“ и злият му смях „Муа-ха-ха!“.
Рико е надарен в академично отношение. Той прескача няколко класа и е във випуска на Майли, Лили и Оливър, въпреки че е две години по-малък. Ученето му се отдава, защото има фотографска памет и това го прави особено добър по биология и математика.
Дали заради наполеоновия си комплекс, или заради притесненията си, причинени от дългите му зъби и големите му уши, Рико постоянно използва парите и влиянието си, за да унижава другите. Освен това търси връзки с по-големи от него момичета, за да повиши социалния си статус. Често подкупва или изнудва Лили и Майли да се представят за негови гаджета. В епизода „Чук, чук, чук по главата на Джаксън“ Лили се преструва на приятелка на Рико, който иска да впечатли братовчед си, в замяна на уроци по математика, а в „Аз и Рико в училищния двор“ Майли приема ролята на фалшиво гадже, защото мисли, че Рико знае тайната на Хана.
Епизоди, които се концентрират върху развиването на героя, включват заглавия като „Аз и Рико в училищния двор“, „Сядай да учиш-учиш-учиш“ и „Джоани бъди добра“.

### Отношения с Джаксън
Отношенията на Рико с Джаксън са смесица между приятелство и неприятелство. Рико често измисля начини, чрез които да разстрои Джаксън или да му докара проблеми. Шегите и номерата, които изиграва на Джаксън, обикновено работят отлично, заради огромните му финансови възможности, но в няколко епизода Джаксън „се смее последен“ (например епизода „Хана на улицата с диаманти“). Като управител и шеф той е безмилостен и нерядко уволнява Джаксън, само за да го наеме отново. В епизода „Един, два, три пъти ме е страх“ Рико признава, че Джаксън е най-близкото нещо до най-добър приятел, което има. В „Където и да отида“, последният епизод от сериала, той уволнява Джаксън, за да го накара да си намери истинска работа, но след като планът не сработва, го урежда на работа да изпробва видео игри и признава, макар и с голямо затруднение, че Джаксън е най-добрият му приятел. Джаксън му отговаря със същото. Отначало когато Майли се разкрива като Хана Монтана, Джаксън се подиграва на Рико, че не е прозрял тайната, но после се опитва да го накара да се почувства по-добре като организира хорово изпълнение на песен за всички останали хора, които не са се досетили.

### Отношения с Оливър
Отношенията между Рико и Оливър са почти същите като тези между него и Джаксън. Рико гледа на Оливър като на мишена за номера, но и понякога като на по-голям брат. Обикновено успява да види проблемите на Оливър и да ги използва срещу него, като в „Не ми разбивай зъба“, и обича да манипулира него и Джаксън заедно, като в „За това ли са приятелите?“. Когато става дума за бизнес въпроси, Рико се обръща към Оливър. Смята го за по-добър служител от Джаксън, както е показано в епизодите от първи и трети сезон, в които Оливър работи в плажния бар на Рико.
|  | Тази страница частично или изцяло представлява превод на страницата List of Hannah Montana main characters в Уикипедия на английски. Оригиналният текст, както и този превод, са защитени от Лиценза „Криейтив Комънс – Признание – Споделяне на споделеното“, а за съдържание, създадено преди юни 2009 година – от Лиценза за свободна документация на ГНУ. Прегледайте историята на редакциите на оригиналната страница, както и на преводната страница, за да видите списъка на съавторите. ВАЖНО: Този шаблон се отнася единствено до авторските права върху съдържанието на статията. Добавянето му не отменя изискването да се посочват конкретни източници на твърденията, които да бъдат благонадеждни. |